# جيمس إتش ساندز
جيمس إتش ساندز (بالإنجليزية: James H. Sands)‏ هو ضابط أمريكي، ولد في 12 يوليو 1845 في واشنطن العاصمة في الولايات المتحدة، وتوفي في 26 أكتوبر 1911.